# Професор Фрінк
Професор Джон Фрінк (англ. Prof. John Frink) — один з вигаданих персонажів мультсеріалу Сімпсони. Професор Фрінк — місцевий винахідник і викладач університету, надзвичайно обдарована людина, але погано пристосована для життя. Відомий своїми дивовижними винаходами, які часто мають дуже мало практичної користі.

## Біографія
Професору Фрінку 39 років, він старший від Гомера на рік. Де він народився — невідомо, приблизно на півдні США. Він ще змалку почав цікавитися наукою та у 6 років його можна було побачити в окулярах з грубого скла. Він ще з восьмирічного віку почав конструювати моделі літачків, на яких згодом сам літав. У школі Фрінк був "ботаніком". З нього часто сміялися і глузували через його дурнуваті винаходи, які майже нікому не були потрібні. Щодо його знань, то Джон і справді дуже освічена людина, але не може нічого пояснювати людям просто — він завжди малює графіки та змальовує усе, що бачить у фізичних таблицях. Також він вивчає бактерій і вплив на них падаючих метеоритів. Фрінк замолоду дуже багато працював, не був хіппі, як Мардж, Ленні Леонард, Карл Карлсон і багато інших персонажів. Він захистив більш як 100 різних дисертацій і у серіалі винайшов понад 40 різних речей які іноді рятували сім'ю Сімпсонів і інших персонажів від проблем. Він також створив квантові турбошорти (у коміксі), летючий автомобіль і турбомотоцикл.

## Фрінк на роботі
У професора Фрінка є власна обсерваторія, що знаходиться неподалік Табору Красті. У цій обсерваторії він вивчає не тільки космос, а і конструює інші винаходи. У грі "Сімпсони Вдар і Тікай" можна роздивитись усі його винаходи та побачити летючу тарілку на якій летять Канг і Кодос (2 іншопланетян, мають значну роль у Хелловінах). Серед винаході можна побачити вічний двигун, робота-прибиральника, робота кота Чуха, телепортатор, який переміщає мавпу та інші.У своїй лабораторії Фрінк працює сам і часто запізнюється на зустрічі через свою звичку працювати до 20 годин на день. Свою вину він звалює на мавпу, яка "знищила якийсь прилад". На своїх дослідах Фрінк використовує мавп, тому вони регулярно тікають з його обсерваторії.

## Опис персонажа
Фрінк як професор завжди при собі має свій зелений халат, рожеві штани, кеди та синій бант. Це показує, що він абсолютно не розбирається в моді. Він завжди носить товсті окуляри, за якими не видно його очей. Щодо його очей, іноді у серіалі замість виблиску від його окулярів видно його зіниці. Повністю його очі можна бачити в одному з епізодів 5 сезону. У коміксах його очі можна бачити постійно, оскільки він часто зображений з закритими очима або в профіль. Щодо його стилю розмов, то він часто використовує заскладні та усім незрозумілі терміни — хоче показати, наскільки він розумний (приклад «Хелловін 8 не куб — а рінкагедрон»). Коли одного разу Фрінк працював у школі, він змалював дитячу забавку як фізичне тіло, наповнювачі, радіуси, об'єм тощо. У коміксах (і у мультиках) він при розмові гикає: геге-хой; гага-хо; гге-хей тощо. Це — обривки математичних формул, які він не каже. Можливо, у серіалі Футурама його прототипом є професор Фарнсворт.

## Див.також
- Професор Фарнсворт
- Футурама
- Обсерваторія професора Фрінка